# Seconde bataille de Dalton
Guerre de Sécession
Batailles
Campagne d'Atlanta
- Rocky Face Ridge
- Resaca
- Adairsville
- New Hope Church
- Pickett's Mill
- Dallas
- Kolb's Farm
- Kennesaw Mountain
- Marietta
- Noonday Creek
- Pace's Ferry
- Peachtree Creek
- Atlanta
- Ezra Church
- Brown's Mill
- Utoy Creek
- Dalton
- Lovejoy's Station
- Jonesborough

La seconde bataille de Dalton, se déroula du 14 au 15 août 1864, dans le comté de Whitfield, au nord de l'État de Géorgie, durant la guerre de Sécession. Les forces de l'Union du District d'Etowah furent principalement commandées par James B. Steedman et les corps de cavalerie confédérés par Joseph Wheeler. Après que la cavalerie de Wheeler pilla la partie nord de la Géorgie, le combat débuta après un refus des forces de l'Union à rendre le secteur. Les forces de l'Union dépassèrent considérablement les forces confédérées en nombre, les faisant battre en retraite à un endroit juste en dehors de la ville. Finalement, dans les premières heures du matin du 15 août, Wheeler se retira du combat, menant à une victoire de l'Union à Dalton.